# Copa de Brasil 2011
La Copa de Brasil 2011 fue la XXIII edición de este torneo. En esta competición, participaron 64 equipos, de ellos 54 clasificados por los campeonatos estaduales y 10 por la clasificación de la Confederación Brasileña de Fútbol. Se inició el 16 de febrero y finalizó el 8 de junio. Vasco da Gama se coronó campeón y obtuvo un cupo para jugar la Copa Libertadores 2012.

## Equipos participantes
| Estado              | Equipo                               | Vía de clasificación                                                          |
| ------------------- | ------------------------------------ | ----------------------------------------------------------------------------- |
| Acre                | Rio Branco                           | Campeón Estatal 2010                                                          |
| Alagoas             | Murici ASA                           | Campeón Estatal 2010 Subcampeón Estatal 2010                                  |
| Amapá               | Trem                                 | Campeón Estatal 2010                                                          |
| Amazonas            | Penarol Fast Clube                   | Campeón Estatal 2010 Subcampeón Estatal 2010                                  |
| Bahía               | Vitória Bahia                        | Campeón Estatal 2010 Subcampeón Estatal 2010                                  |
| Ceará               | Fortaleza Horizonte                  | Campeón Estatal 2010 Campeón Copa Fares Lopes 2010                            |
| Distrito Federal    | Ceilândia Brasiliense                | Campeón Metropolitano 2010 Subcampeón Metropolitano 2010                      |
| Espírito Santo      | Rio Branco Vitória-ES                | Campeón Estatal 2010 Campeón Copa Espirito Santo 2010                         |
| Goiás               | Atlético Goianiense Santa Helena     | Campeón Estatal 2010 Subcampeón Estatal 2010                                  |
| Maranhão            | Sampaio Corrêa Iape                  | Campeón Estatal 2010 Campeón Copa União 2010                                  |
| Mato Grosso         | União Rondonópolis Cuiabá            | Campeón Estatal 2010 Campeón Copa del Gobernador 2010                         |
| Mato Grosso do Sul  | Comercial Naviraiense                | Campeón Estatal 2010 Subcampeón Estatal 2010                                  |
| Minas Gerais        | Atlético Mineiro Ipatinga Uberaba    | Campeón Estatal 2010 Subcampeón Estatal 2010 Campeón Torneo Minas Gerais 2010 |
| Pará                | Paysandu Águia de Marabá             | Campeón Estatal 2010 Subcampeón Estatal 2010                                  |
| Paraíba             | Treze Botafogo                       | Campeón Estatal 2010 Campeón Copa Paraíba 2010                                |
| Paraná              | Coritiba Atlético Paranaense Iraty   | Campeón Estatal 2010 Subcampeón Estatal 2010 Tercero Estatal 2010             |
| Pernambuco          | Sport Recife Náutico                 | Campeón Estatal 2010 Subcampeón Estatal 2010                                  |
| Piauí               | Comercial Barras                     | Campeón Estatal 2010 Subcampeón Estatal 2010                                  |
| Río de Janeiro      | Botafogo Flamengo Bangu              | Campeón Estatal 2010 Subcampeón Estatal 2010 Campeón Copa Rio 2010            |
| Rio Grande do Norte | ABC Corintians de Caicó              | Campeón Estatal 2010 Subcampeón Estatal 2010                                  |
| Rio Grande do Sul   | Caxias São José Ypiranga             | Tercero Estatal 2010 Cuarto Estatal 2010 Subcampeón Copa FGF 2010             |
| Rondônia            | Vilhena                              | Campeón Estatal 2010                                                          |
| Roraima             | Baré                                 | Campeón Estatal 2010                                                          |
| Santa Catarina      | Avaí Brusque                         | Campeón Estatal 2010 Campeón Copa Santa Catarina 2010                         |
| Sao Paulo           | Santo André Grêmio Prudente Paulista | Subcampeón Estatal 2010 Tercero Estatal 2010 Campeón Copa Paulista 2010       |
| Sergipe             | River Plate São Domingos             | Campeón Estatal 2010 Campeón Copa Gobierno de Sergipe de 2010                 |
| Tocantins           | Gurupi                               | Campeón Estatal 2010                                                          |

## Clasificación
Además de los 54 equipos clasificados representantes de cada Estado se suman los 10 mejores equipos clasificados en el ranking de la CBF.
| Pos. | Equipo        | Estado | Puntos |
| ---- | ------------- | ------ | ------ |
| 3º   | Vasco da Gama | RJ     | 2.086  |
| 5º   | São Paulo     | SP     | 2.049  |
| 7º   | Palmeiras     | SP     | 2.012  |
| 13º  | Goiás         | GO     | 1.523  |
| 14º  | Guarani       | SP     | 1.516  |
| 17º  | Portuguesa    | SP     | 1.405  |
| 22º  | Santa Cruz    | PE     | 1.140  |
| 23º  | Paraná        | PR     | 1.080  |
| 24º  | Ceará         | CE     | 1.055  |
| 25º  | Ponte Preta   | SP     | 1.047  |

- Los equipos de Flamengo (3º), Atlético Mineiro (6º), Botafogo (12º), Coritiba (15º), Sport Recife (16º), Atlético Paranaense (18º), Bahia (19º), Vitória (20º) y Náutico (21º) se clasificaron a través de los torneos estaduales.

- Santos fue campeón de la Copa de Brasil 2010 y por lo tanto disputará la Copa Libertadores 2011, dejando una vacante en su estado.

- Internacional fue campeón de la Copa Libertadores 2010 y por lo tanto disputará la Copa Libertadores 2011, dejando una vacante en su estado.

- El campeón brasileño 2010 Fluminense se clasificó a la Copa Libertadores 2011, dejando un lugar en el ranking de la CBF.

- El subcampeón brasileño 2010 Cruzeiro se clasificó a la Copa Libertadores 2011, dejando un lugar en el ranking de la CBF.

- El 3º clasificado del torneo brasileño 2010 Corinthians se clasificó a la Copa Libertadores 2011, dejando un lugar en el ranking de la CBF.

- El 4º clasificado del torneo brasileño 2010 Grêmio se clasificó a la Copa Libertadores 2011, dejando un lugar en el ranking de la CBF.

## Formato
El formato de la competición es el clásico eliminación directa en el que los 64 equipos juegan series a ida y vuelta y avanza a la siguiente fase el equipo con más puntos. En caso de empate se decidirán por los siguientes criterios:
Criterios de desempate:
1. Saldo de goles
2. Número de goles marcados como visitante

- En caso de que persita el empate se decidirán por la vía de los penales en el juego de vuelta.

- En las 2 primeras fases, el equipo mejor clasificado en el ranking de la CBF jugará el partido de ida como visitante.

- En las 2 primeras fases si en el juego de ida el equipo visitante gana por 2 goles o más avanzará directamente a la siguiente fase sin tener que jugar el partido de vuelta.

## Primera fase
| Local               | Visitante          | Ida | Vuelta |
| ------------------- | ------------------ | --- | ------ |
| Flamengo            | Murici             | 3-0 | -      |
| Fortaleza           | Fast Clube         | 0-2 | 4-1    |
| Guarani             | União Rondonópolis | 4-4 | 0-0    |
| ASA                 | Horizonte          | 1-3 | 3-3    |
| Atlético Mineiro    | Iape               | 3-2 | 8-1    |
| Grêmio Prudente     | Iraty              | 1-3 | 3-0    |
| Ceará               | Cuiabá             | 2-0 | -      |
| Brasiliense         | Águia de Marabá    | 1-1 | 2-0    |
| Vitória             | Botafogo PB        | 1-3 | 0-0    |
| Caxias              | Ceilândia          | 5-0 | -      |
| Coritiba            | Ypiranga           | 1-0 | 2-0    |
| Atlético Goianiense | Brusque            | 2-3 | 1-0    |
| Palmeiras           | Comercial-PI       | 2-1 | 5-1    |
| Uberaba             | Santa Helena       | 3-1 | -      |
| Sport Recife        | Sampaio Corrêa     | 0-0 | 2-2    |
| Santo André         | Naviraiense        | 2-1 | 1-0    |

| Local          | Visitante           | Ida | Vuelta    |
| -------------- | ------------------- | --- | --------- |
| Vasco da Gama  | Comercial           | 6-1 | -         |
| ABC            | Barras              | 1-1 | 2-1       |
| Portuguesa     | Bangu               | 1-3 | 1-0       |
| Náutico        | Trem                | 1-2 | 6-0       |
| At. Paranaense | Rio Branco          | 1-2 | 3-1       |
| Paulista       | São José RS         | 0-1 | 3-0       |
| Bahia          | São Domingos        | 0-0 | 5-1       |
| Paysandu       | Penarol             | 3-2 | 2-2       |
| Botafogo (p)   | River Plate         | 0-1 | 1-0 (4-1) |
| Paraná         | Gurupi              | 1-1 | 3-0       |
| Avaí           | Vilhena             | 3-0 | -         |
| Ipatinga       | Rio Branco          | 1-0 | 3-0       |
| São Paulo      | Treze               | 3-0 | -         |
| Santa Cruz     | Corintians de Caicó | 4-1 | -         |
| Goiás          | Vitória-ES          | 4-1 | -         |
| Ponte Preta    | Baré                | 1-0 | -         |

## Segunda fase
| \| Local \| Visitante \| Ida \| Vuelta \| \| ---------------- \| ------------------- \| --- \| ------ \| \| Flamengo \| Fortaleza \| 3-0 \| - \| \| Guarani \| Horizonte (v) \| 1-1 \| 2-2 \| \| Atlético Mineiro \| Grêmio Prudente \| 1-2 \| 0-0 \| \| Ceará \| Brasiliense \| 0-0 \| 2-1 \| \| Botafogo PB \| Caxias \| 0-1 \| 1-3 \| \| Coritiba \| Atlético Goianiense \| 2-1 \| 3-1 \| \| Palmeiras \| Uberaba \| 4-0 \| - \| \| Sampaio Corrêa \| Santo André \| 3-2 \| 0-1 \| \| Vasco da Gama \| ABC \| 0-0 \| 2-1 \| \| Bangu \| Náutico \| 0-2 \| - \| \| At. Paranaense \| Paulista \| 2-0 \| - \| \| Bahia \| Paysandu \| 0-0 \| 2-1 \| \| Botafogo \| Paraná \| 2-1 \| 3-0 \| \| Avaí \| Ipatinga \| 1-1 \| 4-1 \| \| São Paulo \| Santa Cruz \| 0-1 \| 2-0 \| \| Goiás \| Ponte Preta \| 3-0 \| - \| |                     |     |        |
| Local | Visitante           | Ida | Vuelta |
| Flamengo | Fortaleza           | 3-0 | -      |
| Guarani | Horizonte (v)       | 1-1 | 2-2    |
| Atlético Mineiro | Grêmio Prudente     | 1-2 | 0-0    |
| Ceará | Brasiliense         | 0-0 | 2-1    |
| Botafogo PB | Caxias              | 0-1 | 1-3    |
| Coritiba | Atlético Goianiense | 2-1 | 3-1    |
| Palmeiras | Uberaba             | 4-0 | -      |
| Sampaio Corrêa | Santo André         | 3-2 | 0-1    |
| Vasco da Gama | ABC                 | 0-0 | 2-1    |
| Bangu | Náutico             | 0-2 | -      |
| At. Paranaense | Paulista            | 2-0 | -      |
| Bahia | Paysandu            | 0-0 | 2-1    |
| Botafogo | Paraná              | 2-1 | 3-0    |
| Avaí | Ipatinga            | 1-1 | 4-1    |
| São Paulo | Santa Cruz          | 0-1 | 2-0    |
| Goiás | Ponte Preta         | 3-0 | -      |

## Fase final
|  | Octavos de final           | Octavos de final           | Octavos de final           |                    |   | Cuartos de final        | Cuartos de final        | Cuartos de final        |  |  | Semifinales              | Semifinales              | Semifinales              |  |  | Final                   | Final                   | Final                   |
|  | 13 de abril al 28 de abril | 13 de abril al 28 de abril | 13 de abril al 28 de abril |                    |   | 4 de mayo al 12 de mayo | 4 de mayo al 12 de mayo | 4 de mayo al 12 de mayo |  |  | 18 de mayo al 25 de mayo | 18 de mayo al 25 de mayo | 18 de mayo al 25 de mayo |  |  | 1 de junio y 8 de junio | 1 de junio y 8 de junio | 1 de junio y 8 de junio |
|  |                            |                            |                            |                    |   |                         |                         |                         |  |  |                          |                          |                          |  |  |                         |                         |                         |
|  |                            |                            |                            |                    |   |                         |                         |                         |  |  |                          |                          |                          |  |  |                         |                         |                         |
|  |                            |                            |                            |                    |   |                         |                         |                         |  |  |                          |                          |                          |  |  |                         |                         |                         |
|  | Flamengo                   | 1                          | 3                          |                    |   |                         |                         |                         |  |  |                          |                          |                          |  |  |                         |                         |                         |
|  | Flamengo                   | 1                          | 3                          |                    |   |                         |                         |                         |  |  |                          |                          |                          |  |  |                         |                         |                         |
|  | Horizonte                  | 1                          | 0                          |                    |   |                         |                         |                         |  |  |                          |                          |                          |  |  |                         |                         |                         |
|  | Horizonte                  | 1                          | 0                          | Flamengo           | 1 | 2                       |                         |                         |  |  |                          |                          |                          |  |  |                         |                         |                         |
|  |                            |                            |                            |                    | 1 | 2                       |                         |                         |  |  |                          |                          |                          |  |  |                         |                         |                         |
|  |                            | Ceará                      | 2                          | 2                  |   |                         |                         |                         |  |  |                          |                          |                          |  |  |                         |                         |                         |
|  | Grêmio Prudente            | Ceará                      | 2                          | 2                  | 1 | 1                       |                         |                         |  |  |                          |                          |                          |  |  |                         |                         |                         |
|  | Grêmio Prudente            |                            |                            |                    | 1 | 1                       |                         |                         |  |  |                          |                          |                          |  |  |                         |                         |                         |
|  | Ceará                      | 2                          | 2                          |                    |   |                         |                         |                         |  |  |                          |                          |                          |  |  |                         |                         |                         |
|  | Ceará                      | 2                          | 2                          | Ceará              | 0 | 0                       |                         |                         |  |  |                          |                          |                          |  |  |                         |                         |                         |
|  |                            |                            |                            |                    | 0 | 0                       |                         |                         |  |  |                          |                          |                          |  |  |                         |                         |                         |
|  |                            | Coritiba                   | 0                          | 1                  |   |                         |                         |                         |  |  |                          |                          |                          |  |  |                         |                         |                         |
|  | Caxias                     | Coritiba                   | 0                          | 1                  | 0 | 0                       |                         |                         |  |  |                          |                          |                          |  |  |                         |                         |                         |
|  | Caxias                     |                            |                            |                    | 0 | 0                       |                         |                         |  |  |                          |                          |                          |  |  |                         |                         |                         |
|  | Coritiba                   | 4                          | 1                          |                    |   |                         |                         |                         |  |  |                          |                          |                          |  |  |                         |                         |                         |
|  | Coritiba                   | 4                          | 1                          | Coritiba           | 6 | 0                       |                         |                         |  |  |                          |                          |                          |  |  |                         |                         |                         |
|  |                            |                            |                            |                    | 6 | 0                       |                         |                         |  |  |                          |                          |                          |  |  |                         |                         |                         |
|  |                            | Palmeiras                  | 0                          | 2                  |   |                         |                         |                         |  |  |                          |                          |                          |  |  |                         |                         |                         |
|  | Palmeiras                  | Palmeiras                  | 0                          | 2                  | 2 | 1                       |                         |                         |  |  |                          |                          |                          |  |  |                         |                         |                         |
|  | Palmeiras                  |                            |                            |                    | 2 | 1                       |                         |                         |  |  |                          |                          |                          |  |  |                         |                         |                         |
|  | Santo André                | 1                          | 0                          |                    |   |                         |                         |                         |  |  |                          |                          |                          |  |  |                         |                         |                         |
|  | Santo André                | 1                          | 0                          | Coritiba           | 0 | 3                       |                         |                         |  |  |                          |                          |                          |  |  |                         |                         |                         |
|  |                            |                            |                            |                    | 0 | 3                       |                         |                         |  |  |                          |                          |                          |  |  |                         |                         |                         |
|  |                            | Vasco da Gama (v.)         | 1                          | 2                  |   |                         |                         |                         |  |  |                          |                          |                          |  |  |                         |                         |                         |
|  | Vasco da Gama              | Vasco da Gama (v.)         | 1                          | 2                  | 3 | 0                       |                         |                         |  |  |                          |                          |                          |  |  |                         |                         |                         |
|  | Vasco da Gama              |                            |                            |                    | 3 | 0                       |                         |                         |  |  |                          |                          |                          |  |  |                         |                         |                         |
|  | Náutico                    | 0                          | 0                          |                    |   |                         |                         |                         |  |  |                          |                          |                          |  |  |                         |                         |                         |
|  | Náutico                    | 0                          | 0                          | Vasco da Gama (v.) | 2 | 1                       |                         |                         |  |  |                          |                          |                          |  |  |                         |                         |                         |
|  |                            |                            |                            |                    | 2 | 1                       |                         |                         |  |  |                          |                          |                          |  |  |                         |                         |                         |
|  |                            | Atlético Paranaense        | 2                          | 1                  |   |                         |                         |                         |  |  |                          |                          |                          |  |  |                         |                         |                         |
|  | Atlético Paranaense        | Atlético Paranaense        | 2                          | 1                  | 1 | 5                       |                         |                         |  |  |                          |                          |                          |  |  |                         |                         |                         |
|  | Atlético Paranaense        |                            |                            |                    | 1 | 5                       |                         |                         |  |  |                          |                          |                          |  |  |                         |                         |                         |
|  | Bahia                      | 1                          | 0                          |                    |   |                         |                         |                         |  |  |                          |                          |                          |  |  |                         |                         |                         |
|  | Bahia                      | 1                          | 0                          | Vasco da Gama      | 1 | 2                       |                         |                         |  |  |                          |                          |                          |  |  |                         |                         |                         |
|  |                            |                            |                            |                    | 1 | 2                       |                         |                         |  |  |                          |                          |                          |  |  |                         |                         |                         |
|  |                            | Avaí                       | 1                          | 0                  |   |                         |                         |                         |  |  |                          |                          |                          |  |  |                         |                         |                         |
|  | Botafogo                   | Avaí                       | 1                          | 0                  | 2 | 1                       |                         |                         |  |  |                          |                          |                          |  |  |                         |                         |                         |
|  | Botafogo                   |                            |                            |                    | 2 | 1                       |                         |                         |  |  |                          |                          |                          |  |  |                         |                         |                         |
|  | Avaí (v.)                  | 2                          | 1                          |                    |   |                         |                         |                         |  |  |                          |                          |                          |  |  |                         |                         |                         |
|  | Avaí (v.)                  | 2                          | 1                          | Avaí               | 0 | 3                       |                         |                         |  |  |                          |                          |                          |  |  |                         |                         |                         |
|  |                            |                            |                            |                    | 0 | 3                       |                         |                         |  |  |                          |                          |                          |  |  |                         |                         |                         |
|  |                            | São Paulo                  | 1                          | 1                  |   |                         |                         |                         |  |  |                          |                          |                          |  |  |                         |                         |                         |
|  | São Paulo                  | São Paulo                  | 1                          | 1                  | 1 | 1                       |                         |                         |  |  |                          |                          |                          |  |  |                         |                         |                         |
|  | São Paulo                  |                            |                            |                    | 1 | 1                       |                         |                         |  |  |                          |                          |                          |  |  |                         |                         |                         |
|  | Goiás                      | 0                          | 0                          |                    |   |                         |                         |                         |  |  |                          |                          |                          |  |  |                         |                         |                         |

## Final

### Ida
| 1          | POR        | Fernando Prass   |     |
| 35         | DEF        | Allan            |     |
| 25         | DEF        | Anderson Martins |     |
| 26         | DEF        | Dedé             |     |
| 32         | DEF        | Márcio Careca    |     |
| 37         | MED        | Rômulo           |     |
| 8          | MED        | Eduardo Costa    |     |
| 6          | MED        | Felipe           | 66' |
| 10         | MED        | Diego Souza      |     |
| 31         | DEL        | Bernardo         |     |
| 9          | DEL        | Alecsandro       | 84' |
| Entrenador | Entrenador | Ricardo Gomes    |     |

| 1          | POR        | Edson Bastos      |     |
| 2          | DEF        | Jonas             |     |
| 3          | DEF        | Demerson          |     |
| 4          | DEF        | Emerson           |     |
| 6          | DEF        | Lucas Mendes      |     |
| 5          | MED        | Willian           |     |
| 8          | MED        | Léo Gago          |     |
| 7          | MED        | Rafinha Alcántara |     |
| 10         | MED        | Davi              | 73' |
| 11         | DEL        | Anderson Aquino   | 73' |
| 9          | DEL        | Bill              | 70' |
| Entrenador | Entrenador | Marcelo Oliveira  |     |

| 21 | MED | Fellipe Bastos | 66' |
| 39 | DEL | Elton          | 84' |

| 18 | DEL | Leonardo     | 70' |
| 17 | MED | Geraldo      | 73' |
| 15 | MED | Marcos Paulo | 73' |

| Anotado | 51' | Alecsandro | 1-0 |

|  |

|  |

| Amonestado | 54' | Anderson Aquino |

| Árbitro:             | Paulo Cesar Oliveira       |
| Árbitros asistentes: | Carlos Berkenbrock         |
| Árbitros asistentes: | Marcelo Carvalho van Gasse |
|                      |                            |

| 1          | POR        | Fernando Prass   |     |
| 35         | DEF        | Allan            |     |
| 25         | DEF        | Anderson Martins |     |
| 26         | DEF        | Dedé             |     |
| 32         | DEF        | Márcio Careca    |     |
| 37         | MED        | Rômulo           |     |
| 8          | MED        | Eduardo Costa    |     |
| 6          | MED        | Felipe           | 66' |
| 10         | MED        | Diego Souza      |     |
| 31         | DEL        | Bernardo         |     |
| 9          | DEL        | Alecsandro       | 84' |
| Entrenador | Entrenador | Ricardo Gomes    |     |

| 1          | POR        | Edson Bastos      |     |
| 2          | DEF        | Jonas             |     |
| 3          | DEF        | Demerson          |     |
| 4          | DEF        | Emerson           |     |
| 6          | DEF        | Lucas Mendes      |     |
| 5          | MED        | Willian           |     |
| 8          | MED        | Léo Gago          |     |
| 7          | MED        | Rafinha Alcántara |     |
| 10         | MED        | Davi              | 73' |
| 11         | DEL        | Anderson Aquino   | 73' |
| 9          | DEL        | Bill              | 70' |
| Entrenador | Entrenador | Marcelo Oliveira  |     |

| 21 | MED | Fellipe Bastos | 66' |
| 39 | DEL | Elton          | 84' |

| 18 | DEL | Leonardo     | 70' |
| 17 | MED | Geraldo      | 73' |
| 15 | MED | Marcos Paulo | 73' |

| Anotado | 51' | Alecsandro | 1-0 |

|  |

|  |

| Amonestado | 54' | Anderson Aquino |

| Árbitro:             | Paulo Cesar Oliveira       |
| Árbitros asistentes: | Carlos Berkenbrock         |
| Árbitros asistentes: | Marcelo Carvalho van Gasse |
|                      |                            |

### Vuelta
| 1          | POR        | Edson Bastos      |     |
| 2          | DEF        | Jonas             |     |
| 3          | DEF        | Demerson          |     |
| 4          | DEF        | Emerson           |     |
| 6          | DEF        | Lucas Mendes      | 58' |
| 5          | MED        | Willian           |     |
| 8          | MED        | Léo Gago          | 59' |
| 11         | MED        | Marcos Paulo      | 27' |
| 7          | MED        | Rafinha Alcántara |     |
| 10         | MED        | Davi              |     |
| 9          | DEL        | Bill              |     |
| Entrenador | Entrenador | Marcelo Oliveira  |     |

| 1          | POR        | Fernando Prass   |     |
| 35         | DEF        | Allan            |     |
| 25         | DEF        | Anderson Martins |     |
| 26         | DEF        | Dedé             |     |
| 33         | DEF        | Ramon            |     |
| 37         | MED        | Rômulo           |     |
| 8          | MED        | Eduardo Costa    |     |
| 6          | MED        | Felipe           | 79' |
| 10         | MED        | Diego Souza      | 79' |
| 7          | DEL        | Éder Luís        |     |
| 9          | DEL        | Alecsandro       |     |
| Entrenador | Entrenador | Ricardo Gomes    |     |

| 18 | DEL | Leonardo       | 27' |
| 13 | DEF | Eltinho        | 58' |
| 17 | DEL | Marcos Aurélio | 59' |

| 18 | MED | Jumar    | 79' |
| 31 | MED | Bernardo | 79' |

| Anotado | 29' | Bill    | 1-1 |
| Anotado | 44' | Davi    | 2-1 |
| Anotado | 66' | Willian | 3-2 |

| Anotado | 12' | Alecsandro | 0-1 |
| Anotado | 57' | Éder Luís  | 2-2 |

| Amonestado | 22' | Léo Gago |
| Amonestado | 53' | Bill     |
| Amonestado | 72' | Leonardo |

| Amonestado | 30' | Éder Luís      |
| Amonestado | 32' | Eduardo Costa  |
| Amonestado | 42' | Felipe         |
| Amonestado | 66' | Fernando Prass |
| Amonestado | 80' | Jumar          |

| Árbitro:             | Salvio Fagundes             |
| Árbitros asistentes: | Alessandro Rocha            |
| Árbitros asistentes: | Emerson Augusto de Carvalho |
|                      |                             |

| 1          | POR        | Edson Bastos      |     |
| 2          | DEF        | Jonas             |     |
| 3          | DEF        | Demerson          |     |
| 4          | DEF        | Emerson           |     |
| 6          | DEF        | Lucas Mendes      | 58' |
| 5          | MED        | Willian           |     |
| 8          | MED        | Léo Gago          | 59' |
| 11         | MED        | Marcos Paulo      | 27' |
| 7          | MED        | Rafinha Alcántara |     |
| 10         | MED        | Davi              |     |
| 9          | DEL        | Bill              |     |
| Entrenador | Entrenador | Marcelo Oliveira  |     |

| 1          | POR        | Fernando Prass   |     |
| 35         | DEF        | Allan            |     |
| 25         | DEF        | Anderson Martins |     |
| 26         | DEF        | Dedé             |     |
| 33         | DEF        | Ramon            |     |
| 37         | MED        | Rômulo           |     |
| 8          | MED        | Eduardo Costa    |     |
| 6          | MED        | Felipe           | 79' |
| 10         | MED        | Diego Souza      | 79' |
| 7          | DEL        | Éder Luís        |     |
| 9          | DEL        | Alecsandro       |     |
| Entrenador | Entrenador | Ricardo Gomes    |     |

| 18 | DEL | Leonardo       | 27' |
| 13 | DEF | Eltinho        | 58' |
| 17 | DEL | Marcos Aurélio | 59' |

| 18 | MED | Jumar    | 79' |
| 31 | MED | Bernardo | 79' |

| Anotado | 29' | Bill    | 1-1 |
| Anotado | 44' | Davi    | 2-1 |
| Anotado | 66' | Willian | 3-2 |

| Anotado | 12' | Alecsandro | 0-1 |
| Anotado | 57' | Éder Luís  | 2-2 |

| Amonestado | 22' | Léo Gago |
| Amonestado | 53' | Bill     |
| Amonestado | 72' | Leonardo |

| Amonestado | 30' | Éder Luís      |
| Amonestado | 32' | Eduardo Costa  |
| Amonestado | 42' | Felipe         |
| Amonestado | 66' | Fernando Prass |
| Amonestado | 80' | Jumar          |

| Árbitro:             | Salvio Fagundes             |
| Árbitros asistentes: | Alessandro Rocha            |
| Árbitros asistentes: | Emerson Augusto de Carvalho |
|                      |                             |

| Campeón Vasco da Gama 1º título |

## Goleadores
| Jugador             | Equipo        | Goles |
| ------------------- | ------------- | ----- |
| Alecsandro          | Vasco da Gama | 5     |
| Rafael Coelho       | Avaí          | 5     |
| Willian             | Avaí          | 5     |
| Adriano             | Palmeiras     | 5     |
| Kléber              | Palmeiras     | 5     |
| Sebastián Abreu     | Botafogo      | 4     |
| Dagoberto Pelentier | São Paulo     | 4     |
| Anderson Aquino     | Coritiba      | 4     |